# Las Toscas de Caraguatá
Las Toscas de Caraguatá é uma localidade uruguaia do departamento de Tacuarembó, na zona sudeste do departamento. Está situada a 116 km da cidade de Tacuarembó, capital do departamento.

## Toponímia
O nome da localidade vem do Arroyo Caraguatá, que passava perto do "Paso de las Toscas". 

## População
Segundo o censo de 2011 a localidade contava com uma população de 1142 habitantes.
| Variação demográfica do município entre 1975 e 2011 |
|                                                     |

## História
O local era estratégico para o cruzamento das carretas que iam de Montevidéu a a Melo no "Paso de Las Toscas", que tinha o nome derivado de sua condição arenosa. O núcleo populacional se iniciou com o comércio "Casa Romero", fundado pelo galego José Benito Romero. Em 1896 sua delegacia foi tomada pelos caudilhos blancos de Aparício Saraiva, nos inícios da chamada Revolução de 1897, uma das guerras entre blancos e colorados, na época ocupando a presidência. Em 1927 se inaugurou a primeira escola. 

## Geografia
Las Toscas de Caraguatá se situa próxima das seguintes localidades: ao norte, Punta de Carretera, a leste, Ramón Trigo (departamento de Cerro Largo), ao sul, Cruz de los Caminos. .

## Autoridades
A localidade é subordinada diretamente ao departamento de Tacuarembó, não sendo parte de nenhum município tacuaremboense.

## Religião
A localidade possui uma paróquia "Santissimo Sacramento e Santa Terezinha", pertencente à Diocese de Tacuarembó

## Transporte
A localidade possui a seguinte rodovia:
- Ruta 26, que liga o município de Río Branco (Departamento de Cerro Largo) - Ponte Internacional Barão de Mauá / Jaguarão (Rio Grande do Sul) e a (BR-116 - à cidade de Lorenzo Geyres (Departamento de Paysandú).  [10][11][12]